# Richard Peebles
Pour les articles homonymes, voir Peebles.
Richard Winters Peebles (né en 1956 à Glasgow en Écosse), qui se produit sous le nom de Rikki, est un chanteur écossais qui a représente le Royaume-Uni au Concours Eurovision de la chanson 1987 à Bruxelles, en Belgique, avec la chanson Only the Light.
La chanson de Peebles Only the Light a remporté le concours A Song for Europe de la BBC en 1987, devenant ainsi la candidature britannique au concours Eurovision de la chanson 1987, où elle s'est classée 13e sur 22 candidatures, ce qui en fait la candidature britannique la moins bien classée dans la compétition jusqu'en 2000. La chanson n'a pas réussi à atteindre le palmarès des 75 meilleurs singles du Royaume-Uni et un album subséquent du même nom n'a pas non plus été enregistré. Les articles de Radio Times et du Daily Record l'ont qualifiée de l'une des pires performances britanniques de l'histoire du concours,.

## Discographie

### Albums
| Année | Titre album    | Chart positions |
| Année | Titre album    | UK              |
| ----- | -------------- | --------------- |
| 1987  | Only the Light | —               |

### Singles
| Année                                                                                   | Single           | Peak chart positions | Album          |
| Année                                                                                   | Single           | UK                   | Album          |
| --------------------------------------------------------------------------------------- | ---------------- | -------------------- | -------------- |
| 1987                                                                                    | "Only the Light" | 96                   | Only the Light |
| "—" indique les versions qui n'ont pas été enregistrées ou qui n'ont pas été publiées.. |                  |                      |                |